# جديحة (الريف الغربي)
جديحة (بالفارسية: جدیده) هي قرية تقع في إيران في قسم الريف الغربي الريفي. يقدر عدد سكانها بـ 3,189 نسمة .